# Roman Alexandrowitsch Karmasin
Roman Alexandrowitsch Karmasin (russisch Роман Александрович Кармазин; * 2. Januar 1973 in Kusnezk, Russische SFSR, Sowjetunion) ist ein ehemaliger russischer Profiboxer und ehemaliger Weltmeister der IBF im Superweltergewicht.

## Laufbahn
Roman Karmasin wurde 1996 Profi und boxte zunächst hauptsächlich in Russland. Am 3. Juni 2000 gewann er in Karlsruhe im Rahmenprogramm einer Ottke-Titelverteidigung den vakanten Europameistertitel im Halbmittelgewicht durch einen TKO-Sieg in der dritten Runde über den Türken Orhan Delibaş. Er legte den Titel aber anschließend wieder nieder, um einen Weltmeisterschaftskampf anzustreben.
So bekam er am 12. Juli 2002 in Madrid die Möglichkeit, um den Interimtitel der WBC gegen den Spanier Javier Castillejo zu boxen. Karmasin verlor jedoch über zwölf Runden umstritten nach Punkten – seine erste Niederlage als Profiboxer.
2003 gewann er erneut den Europameistertitel und verteidigte ihn zwei Mal. Im April 2005 setzte er sich in einem Ausscheidungskampf der IBF gegen den früheren WBC-Weltmeister im Mittelgewicht Keith Holmes durch und wurde somit zum Pflichtherausforderer des ugandischen IBF-Titelträgers Kassim Ouma.
Zu dem Kampf mit Ouma kam es am 14. Juli 2005 in Las Vegas und Karmasin sicherte sich den Titel durch einen deutlichen Punktsieg. Doch schon in seiner ersten Titelverteidigung am 14. Juli 2006 verlor er den Gürtel umstritten an Cory Spinks.
Im Jahr 2007 bestritt er zwei Kämpfe, die er jeweils vorzeitig gewann: James Obede Toney aus Ghana besiegte er durch technischen K. o. in der vierten Runde und in einem Ausscheidungskampf des WBA-Verbandes erzielte er einen K. o. in der dritten Runde gegen den Mexikaner Alejandro Garcia. Völlig überraschend verlor Karmazin am 19. Januar 2008 im New Yorker Madison Square Garden gegen den Kongolesen Alex Bunema nach Punkten führend durch technischen K. o. in der zehnten Runde.
Karmasin wechselte nach dieser Niederlage die Gewichtsklasse und stieg in das Mittelgewicht auf. Er gewann seine folgenden drei Kämpfe und erhielt dann die Gelegenheit, einen Ausscheidungskampf um das Herausforderungsrecht für die IBF-Weltmeisterschaft im Mittelgewicht gegen den Kolumbianer Dionisio Miranda zu bestreiten. Die Begegnung gewann er am 8. Januar 2010 durch K. o. in Runde zehn, wodurch er zum Pflichtherausforderer des IBF-Titelträgers Sebastian Sylvester aufstieg. Der Kampf gegen Sylvester endete am 5. Juni 2010 in Neubrandenburg in einem umstrittenen Unentschieden (117:111; 111:118; 114:114), so dass Sylvester den Titel verteidigte.
Karmasin blieb hoch in der IBF-Rangliste platziert und wurde durch den IBF-Verband direkt für einen erneuten Ausscheidungskampf nominiert; als Gegner wurde der Australier Daniel Geale ausgewählt. Der Kampf fand am 31. Oktober 2010 in Australien statt und Karmasin unterlag durch technischen K. o. in der zwölften Runde. Nach dieser Niederlage beendete er seine Karriere.